# Joseph DeRisi

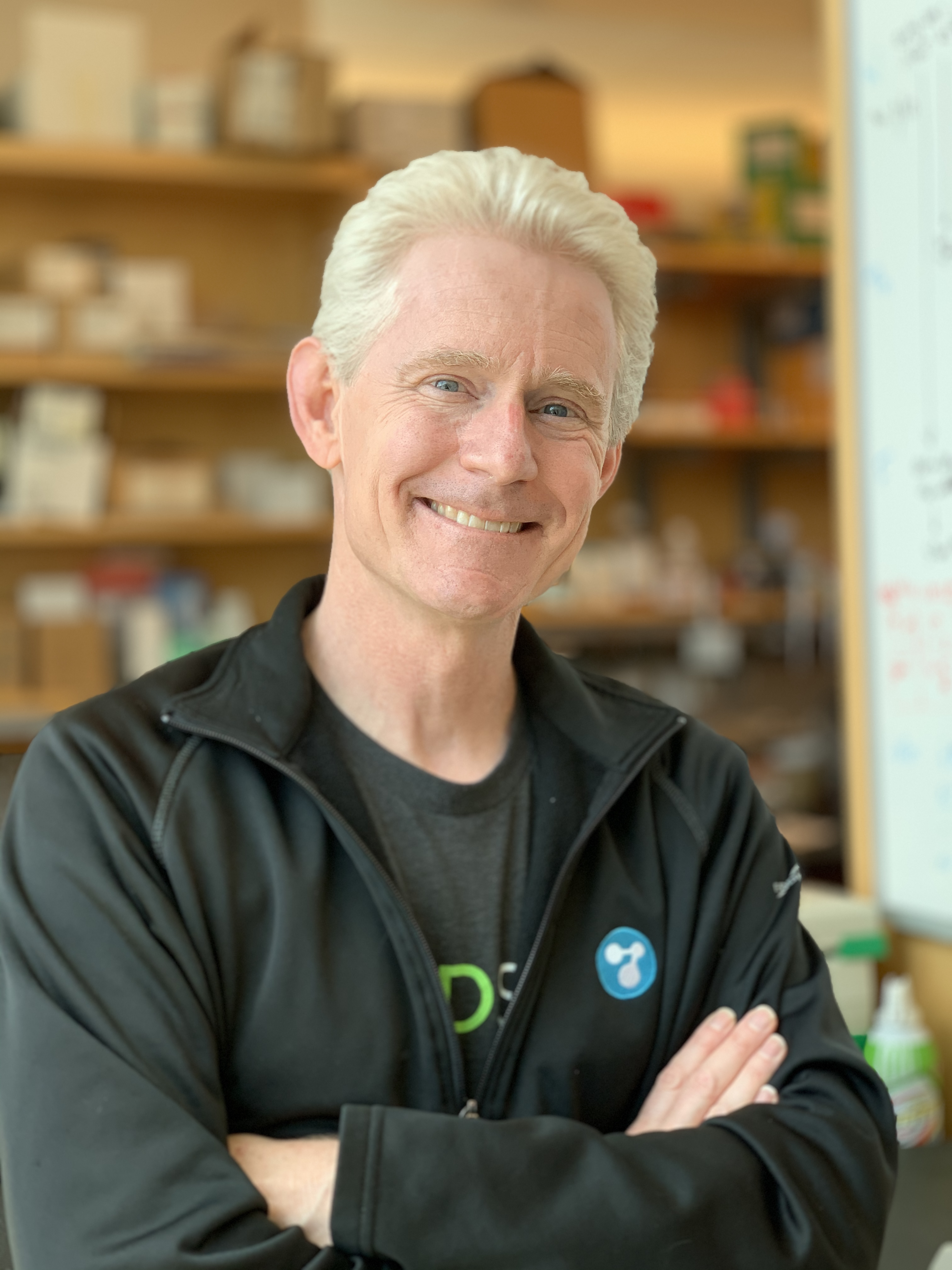
Joseph DeRisi

Joseph L. DeRisi (* 1969) ist ein US-amerikanischer Biochemiker und Genetiker.
DeRisi studierte Biochemie und Molekularbiologie an der University of California, Santa Cruz, mit dem Bachelor-Abschluss 1992 und wurde 1999 an der Stanford University bei Patrick O. Brown in Biochemie promoviert. Er ist Professor an der University of California, San Francisco, wo er der Abteilung Biochemie und Biophysik vorsteht, ist am California Institute for Quantitative Biosciences und Howard Hughes Medical Institute Investigator.
DeRisi war seit seiner Zeit in Stanford ein Pionier in Mikroarray-Technik, benutzte diese häufig in seiner Forschung zum Beispiel in Virologie und Parasitologie und entwickelte deren Technik sowohl im Hardware- als auch im Software-Bereich.
In seiner Zeit in Stanford entstand in Zusammenarbeit mit Patrick Brown der erste Genexpressions-Array eines gesamten Genoms und die erste extensive Analyse der differentiellen Genexpression von Krebszellen.
Später wandte er die Techniken insbesondere in der Aufklärung der Genexpression im Lebenszyklus und anderer Eigenschaften des Malariaerregers Plasmodium falciparum an und forschte an der Entwicklung von Kandidaten für Malariamedikamente und einem Impfstoff. Er war an der Entdeckung und Charakterisierung des SARS-CoV-Erregers beteiligt und benutzt Mikroarrays in der Suche nach pathogenen Viren in Menschen und unterschiedlichsten Tierarten (Reptilien, Vögel, Insekten u. a.). Unter anderem identifizierte er neue Viren bei Bienenkolonien und das saisonale Auftreten dieser Viren (mit Spitzen im Sommer), den Erreger der Nosemose (darunter auch der 2006 neu entdeckte Erreger Nosema ceranae) und untersuchten die Rolle des Zusammenwirkens von Viren und Parasiten im Niedergang von Bienenvölkern. Als Überträger von Nosema ceranae und anderer Pathogene von Bienen identifizierte er mit Kollegen die Fliege Apocephalus borealis. Mit seinem Labor entwickelte er Techniken der Gensequenzierung zur schnellen und breiten Suche nach pathogenen Viren, insbesondere bei Gehirnhautentzündung.
Bei der Entdeckung von Xenotropic murine leukemia virus-related virus durch DeRisi und Kollegen (2006) als mögliches Pathogen bei Prostatakrebs stellte sich allerdings später heraus, dass es sich um eine Laborkontamination und nicht um einen neu entdeckten Erreger handelte. Die Arbeit wurde daraufhin zurückgezogen.
2004 wurde er MacArthur Fellow. Seit 2016 ist er Mitglied der National Academy of Sciences und seit 2015 Mitglied der American Academy of Arts and Sciences. 2008 erhielt er den Heinz Award, 2009 den Eli Lilly and Company-Elanco Research Award und 2014 den John J. Carty Award.

## Schriften (Auswahl)
Außer den in den Fußnoten zitierten Arbeiten:
- mit D. A. Lashkari, P. O. Brown, R. W. Davis u. a.: Yeast microarrays for genome wide parallel genetic and gene expression analysis, Proc. Nat. Acad. Sci. USA, Band 94, 1997, S. 13057–13062.
- mit S. Chu, P. O. Brown, I. Herskowitz u. a.: The transcriptional program of sporulation in budding yeast, Science, Band 282, 1998, S. 699–705.
- mit M. J. Marton, P. O. Brown, S. H. Friend u. a.: Drug target validation and identification of secondary drug target effects using DNA microarrays, Nature Medicine, Band 4, 1998, S. 1293–1301
- mit M. Wilson, P. O. Brown, G. K. Schoolnik u. a.: Exploring drug-induced alterations in gene expression in Mycobacterium tuberculosis by microarray hybridization, Proc. Nat. Acad. Sci. USA, Band 96, 1999, S. 12833–12838.
- mit J. L. Gerton, T. D. Petes, P. O. Brown u. a.: Global mapping of meiotic recombination hotspots and coldspots in the yeast Saccharomyces cerevisiae, Proc. Nat. Acad. Sci. USA, Band 97, 2000, S. 11383–11390
- mit D. Wang u. a.: Viral discovery and sequence recovery using DNA microarrays, PLoS Biol. 2003 Nov; 1(2):E2. PMID 14624234.
- mit J. R. Newman, J. S. Weissman u. a.: Single-cell proteomic analysis of S. cerevisiae reveals the architecture of biological noise, Nature, Band 441, 2006, S. 840–846
- mit A. Kistler u. a.: Pan-viral screening of respiratory tract infections in adults with and without asthma reveals unexpected human coronavirus and human rhinovirus diversity, J. Infect. Dis., Band 196, 2007, S. 817–825.